# Namibias fotbollsförbund
Namibias fotbollsförbund, officiellt Namibia Football Association, är ett specialidrottsförbund som organiserar fotbollen i Namibia.
Förbundet grundades 1990 och gick med i Caf 1992. De anslöt sig till Fifa år 1992. Namibias fotbollsförbund har sitt huvudkontor i staden Windhoek.